# Tales of the World: Radiant Mythology
Tales of the World: Radiant Mythology est un jeu vidéo de rôle développé par Alfa System et édité par Namco sur PlayStation Portable le 21 décembre 2006 au Japon, le 17 juillet 2007 aux États-Unis et le 6 septembre 2007 en Europe.
Comme les autres jeux de la série Tales of the World, Radiant Mythology réunit certains personnages des autres Tales of, comme Lloyd Irving de Tales of Symphonia ou Chester de Tales of Phantasia.

## Histoire
Le World Tree, l'arbre qui approvisionne le monde de Terresia en Mana est attaqué par Gilgulim que l'on appelle aussi le Devourer. Celui-ci puise l'énergie de Mana dans les racines du World Tree qui commence donc à s'épuiser. Pour éviter la destruction du monde, le World Tree rassemble son énergie pour créer son protecteur (ou Descender) - Qui n'est autre que vous - celui qui vaincra Gilgulim et sauvera le Monde de Terresia.
Dans votre quête, vous serez guidé par Mormo, protecteur du Monde de Yaoon et aidé par les autres personnages des Tales of.

## Personnages
- Mormo -- Protecteur de Yaoon, un monde dévoré par Gilgulim et compagnon de voyage du héros du jeu.
- Kanonno -- Protectrice de Pasca, un monde qu'elle a cédée à Gilgulim et qui n'existe donc plus. Elle perdit la mémoire alors qu'elle tenta de s'attaquer au World Tree, dans le but de l'affaiblir.
- Ganser -- Ce tyran dirige Ailily et opprime tous ses habitants. Il s'avère qu'il travaillait pour Widdershin en offrant à Gilgulim les vies de ses prisonniers. Il s'est fait battre à deux reprises par le héros.
- Aurora -- Protectrice déchue qui laissa son monde se faire dévorer par Gilgulim. Elle s'est alliée à Widdershin dans le but de diriger l'Univers.
- Widdershin -- Protecteur du monde Gilgulim, il tente de ramener son monde, détruit à cause de l'insouciance de ses habitants en volant le Mana des autres World Trees.

## Accueil
Le jeu a écopé d'un 30/40 de la part du magazine japonais Famitsu.